# COVID-19 в Таджикистане
Распространение является частью пандемии COVID-19, вызванного коронавирусом SARS-CoV-2. Было подтверждено, что вирус распространился в Таджикистан, когда его индексные случаи в Душанбе и Худжанде были подтверждены 30 апреля 2020 год.
За 2020 год в стране было зарегистрировано 13 308 случаев заражения. За первые два месяца 2021 года — 0 случаев.

## Вакцинация
Вакцинация начата 23 марта 2021 года.
Согласно данным Министерства здравоохранения Таджикистана, на 12 апреля 2022 года вакцинировано 5,2 млн. чел., что составило 92,8 % населения.
В Таджикистан поставляются вакцины в рамках COVAX.
Применяемые вакцины: Moderna, Pfizer-BioNTech, Vaxzevria, CoronaVac, Спутник V.